# Francisco Castro Leñero
Francisco Castro Leñero (Ciudad de México, 5 de julio de 1954-24 de octubre de 2022) fue un pintor mexicano.

## Trayectoria
Estudió pintura en la Escuela Nacional de Pintura, Escultura y Grabado "La Esmeralda" del Instituto Nacional de Bellas Artes (1975-1979).
Fue becario de diseño gráfico en Urbino, Italia (1976-1977) así como otra para la producción de una litografía en la ENBA La Esmeralda (1980-1981).
En 1982 trabajó como maestro de dibujo en la Escuela Nacional de Artes Plásticas, Xochimilco, de la Universidad Nacional Autónoma de México.
Castro es apegado al Expresionismo abstracto, creando, además de la pintura, esculturas y las obras gráficas.
La obra de Castro Leñero nos muestra su preferencia por el color, los trazos, las formas geométricas, cercanos al minimalismo conceptual.
Su obra se ha exhibido de forma internacional en exposiciones individuales y colectivas del Museo de la Américas de Puerto Rico, el Mexican Fine Arts Institute, de Chicago; el Museo Rufino Tamayo, el Museo de Arte Contemporáneo y el Hudson River Museum, de la ciudad de Nueva York.
Formó parte del Sistema Nacional de Creadores de Arte desde 1999.